# ТЕЦ Марцель
ТЕЦ Марцель — теплоелектроцентраль на півдні Польщі, за чотири десятки кілометрів на південний захід від Катовиць.
У 1858-му в Радліні з'явилась шахта «Емма», яка в кінці 1940-х була перейменована на «Марцель» на честь комуністичного активіста. З 1908-го вона мала власну електростанцію, котра почала роботу з однією турбіною AEG потужністю 0,5 МВт. Наступного року стала до ладу ще одна така ж, а в 1911-му та 1913-му запустили дві турбіни з показниками 3,2 МВт та 4,5 МВт відповідно (всі вони були постачені AEG). Маючи потужність у 8,7 МВт, електростанція забезпечували потреби не лише шахти «Емма», але також іншої копальні «Ример» та міст Рибник і Рацибуж. В 1917-му став до ладу агрегат № 5 потужністю 5,6 МВт, а в 1921-му досягла повної проектної потужності центральна котельня, яка мала 20 ґратчастих вугільних котлів.
У міжвоєнний період через природний знос вивели з експлуатації найстаріші турбогенератори потужністю 0,5 МВт, один з яких передали технічному університету міста Краків як музейний експонат. Крім того, в 1934-му внаслідок аварії був повністю втрачений турбоагрегат № 5. ЩО стосується агрегатів № 3 та № 4, то вони пережили Другу світову війну та були виведені з експлуатації лише в 1958-му та 1966-му роках відповідно.
Ще до початку Другої світової почались роботи з розширення станції, для якої придбали теплофікаційну турбіну AEG потужністю 15 МВт. Втім, її монтаж завершили лише в 1941-му під час німецької окупації. Також німці узялись за власний проект розширення та встигли завершити будівлю нової котельні, втім, запустити тут чотири парові котли VKW 75 вдалось лише наступного десятиліття. Тоді ж, в 1956-му, стала до ладу вироблена в Чехії турбіна CKD потужністю 22 МВт.
З 1994-го котли № 3 та № 4 почали споживати коксовий газ, котрий надходить з Радлінського КХЗ.
В 1995-му на станції частково зібрали ще один агрегат з турбіною CKD PR-10 потужністю 10 МВт, проте цей проект через нестачу коштів так і не завершили.
З 1998-го ТЕЦ працює відокремлено від комплексу шахти.